# 奧西諾沃
奥西诺沃（烏克蘭語：Осиново），2016年之前名为彼得里夫卡（烏克蘭語：Петрі́вка），是烏克蘭東部哈爾科夫州庫皮揚斯克區库皮扬斯克市镇内的村落，始建於1864年，面積1.56平方公里，海拔高度72米，2001年人口881。